# Eosentomon pinusbanksianae
Eosentomon pinusbanksianae är en urinsektsart som beskrevs av Bernard 1976. Eosentomon pinusbanksianae ingår i släktet Eosentomon och familjen trakétrevfotingar. Inga underarter finns listade i Catalogue of Life.